# Chi Cá lóc
Chi cá quả hay Chi cá lóc (Danh pháp khoa học: Channa) là một chi cá trong Họ Cá quả với tổng cộng 42-53 loài đã được mô tả, tùy theo tác giả phân loại. Bài báo năm 2017 của Cecilia Conte-Grand et al. cho thấy C. bankanensis, C. gachua, C. marulius, C. striata là các phức hợp loài và số loài có thể tới 53.

## Các loài
Danh sách 42 loài dưới đây lấy theo FishBase.
- Channa amphibeus
- Channa andrao - cá lóc cầu vồng vây xanh[7]
- Channa ara
- Channa argus - cá lóc Trung Quốc
- Channa asiatica - cá trèo đồi, cá tràu tiến vua, cá lóc trân châu
- Channa aurantimaculata - cá lóc Ấn Độ, cá lóc nữ hoàng
- Channa aurantipectoralis
- Channa bankanensis - cá lóc dầy Bankan
- Channa baramensis
- Channa barca - cá lóc Hoàng Đế
- Channa bleheri - cá lóc cầu vồng ngũ sắc
- Channa brunnea
- Channa burmanica
- Channa cyanospilos
- Channa diplogramma - cá lóc bông Ấn Độ
- Channa gachua - cá chòi[8]
- Channa harcourtbutleri
- Channa hoaluensis[9]
- Channa kelaartii
- Channa longistomata - cá trẳng, pa cẳng[8]
- Channa lucius - cá dày
- Channa maculata - cá chuối hoa
- Channa marulioides - cá lóc vẩy rồng
- Channa marulius - cá lóc mắt bò, cá lóc khổng lồ
- Channa melanoptera
- Channa melanostigma
- Channa melasoma
- Channa micropeltes - cá lóc bông
- Channa ninhbinhensis - cá lóc vây xanh, cá lóc vây xanh Ninh Bình[9]
- Channa nox
- Channa orientalis - cá chành dục[8]
- Channa ornatipinnis - cá lóc pháo hoa da báo
- Channa panaw
- Channa pardalis - cá lóc ngọc lam da báo
- Channa pleurophthalma - cá lóc mắt bò Nam Mỹ
- Channa pomanensis
- Channa pseudomarulius
- Channa pulchra - cá lóc pháo hoa đốm vàng
- Channa punctata
- Channa shingon
- Channa stewartii - cá lóc tiểu hoàng đế, cá lóc muối tiêu vây xanh
- Channa striata - cá lóc đồng, cá lóc đen

Eschmeyer's Catalog of Fishes ghi nhận thêm 12 loài:
- Channa aristonei
- Channa auroflammea
- Channa aurolineata
- Channa bipuli
- Channa brahmacharyi
- Channa cocnhayia - Cá cóc nhảy.[10]
- Channa limbata (nhưng coi Channa longistomata là đồng nghĩa của loài này).
- Channa lipor
- Channa quinquefasciata
- Channa rara
- Channa stiktos
- Channa torsaensis